# Zbulitów Mały
Zbulitów Mały (prononciation : [zbuˈlituf ˈmawɨ]) est un village de la gmina de Wohyń du powiat de Radzyń Podlaski dans la voïvodie de Lublin, situé dans l'est de la Pologne.
Il se situe à environ 4 kilomètres au nord-ouest de Wohyń (siège de la gmina, 8 kilomètres à l'est de Radzyń Podlaski (siège du powiat) et 59 kilomètres au nord de Lublin (capitale de la voïvodie).

## Histoire
De 1975 à 1998, le village est attaché administrativement à l'ancienne voïvodie de Lublin.

Depuis 1999, il fait partie de la nouvelle voïvodie de Lublin.